# NGC 2939
NGC 2939 é uma galáxia espiral (Sbc) localizada na direcção da constelação de Leo. Possui uma declinação de +09° 31' 25" e uma ascensão recta de 9 horas, 38 minutos e 07,9 segundos.
A galáxia NGC 2939 foi descoberta em 18 de Janeiro de 1784 por William Herschel.